# Skånska Jutefabriks AB
Skånska Jutefabriks AB var ett väveri i stadsdelen Gåsebäck i  Helsingborg. Det grundades 1896 av Petter Olsson för att tillverka juteväv och säckar
Bolaget köpte en tomt mellan  Södergatan och järnvägen och lät bygga en större industribyggnad i tegel från Olssons egna tegelbruk. Byggnaden ritades av en ingenjör på Helsingborgs Mekaniska Werkstad  ett annat av Olssons företag, som för att öka ljusinsläppet gjorde taket sågtandat.  

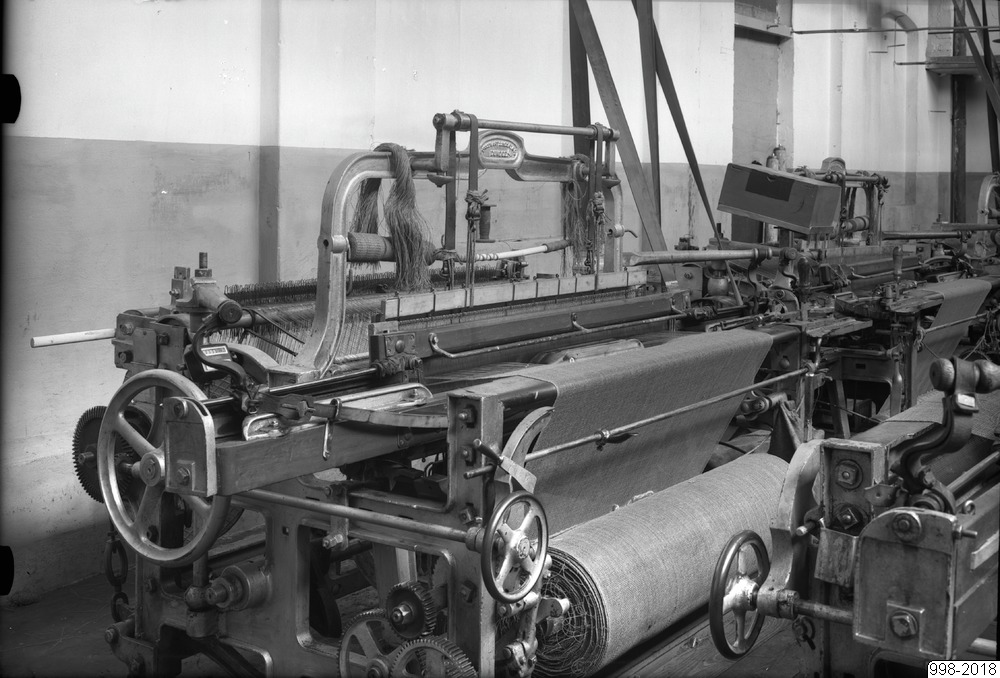
Vävstol på Skånska Jutefabriken.

Fabriken utrustades med moderna spinnmaskiner och vävstolar samt ett sömmeri för tillverkning av pappersfodrade och asfalterade jutevävnader och säckar. Jutefabriken hade som mest 350 personer anställda, varav de flesta var kvinnor.
Industrikomplexet utvidgades i flera omgångar och tillbyggnaderna anpassades till den ursprungliga 
byggnadens stil. I slutet av 1940-talet byggdes en 
kontorsbyggnad med personalutrymmen 
och ett portvaktshus med tillhörande bostad som ritades av Carl Kjellberg Jr i funkisstil. Källarväggarna var av betong och övriga murar av Höganästegel. Husen försågs med flacka sadeltak med enkupigt taktegel.
År 1964 stängde Skånska Jutefabriken och verksamheten övertogs av Skandinaviska Jute Spinneri & väveri AB i Oskarström i Halland. 
Helsingborg stad övertog fastigheten 1967 och hyrde ut den till kemiföretaget V. R. Grace AB. Fabriken förföll på 1980-talet och 1988 revs skorstenen. Lokalerna användes senare av bland andra Arbetscentrum. De renoverades 2005 och rymmer sedan 2007 en kombinerad skate- och boulehall. Den före detta kontorsbyggnaden är husrum åt bostadslösa.